# Meerut
Meerut är en stad i den indiska delstaten Uttar Pradesh, och ansedd som startplatsen för sepoyupproret 1857. Den är administrativ huvudort för ett distrikt med samma namn och hade 1 305 429 invånare vid folkräkningen 2011. Storstadsområdet hade vid samma tidpunkt 1 420 902 invånare, inklusive Meeruts garnisonsstad och några andra mindre förorter.

## Historia
Staden är mycket gammal. Den var en av de sexton storstäderna i Ashokas rike, och var då också en viktig vallfärdsort för buddhister. 
Meerut erövrades första gången av muslimer 1192 och plundrades av Timur Lenk 1399. Det område nära Ganges och Yamuna i Uttar Pradesh, där Meerut ligger, överläts av den lokale härskaren till britterna 1803. Myteriet i Meerut ägde rum här 1857. 
Idag finns inte många buddhister kvar i trakten, och liksom i övriga Indien dominerar hinduerna, medan den största religiösa minoriteten är muslimerna.